# Élections parlementaires polonaises de 1993
Les élections parlementaires polonaises de 1993 (Wybory parlamentarne w Polsce w 1993 roku) se tiennent le 19 septembre 1993 pour renouveler les deux chambres du Parlement polonais que sont la Diète et le Sénat.

## Forces en présence
| Parti politique | Parti politique                                                                        | Idéologie                                                                         | Chef de file           | Score en 1991              |
| --------------- | -------------------------------------------------------------------------------------- | --------------------------------------------------------------------------------- | ---------------------- | -------------------------- |
|                 | Union démocratique (UD) Unia Demokratyczna                                             | Centre Démocratie, libéralisme, centrisme                                         | Tadeusz Mazowiecki     | 12,3 % des voix 62 députés |
|                 | Alliance de la gauche démocratique (SLD) Sojusz Lewicy Demokratycznej                  | Gauche Social-démocratie, socialisme, étatisme                                    | Aleksander Kwaśniewski | 12,0 % des voix 60 députés |
|                 | Comité électoral catholique « Patrie » (KKW "O") Katolicki Komitet Wyborczy "Ojczyzna" | Droite Conservatisme, démocratie chrétienne, nationalisme, catholicisme           | Wiesław Chrzanowski    | 8,7 % des voix 48 députés  |
|                 | Parti paysan polonais (PSL) Polskie Stronnictwo Ludowe                                 | Centre Agrarisme, social-démocratie, étatisme                                     | Waldemar Pawlak        | 8,7 % des voix 48 députés  |
|                 | Confédération de la Pologne indépendante (KPN) Konfederacja Polski Niepodległej        | Centre droit Anticommunisme, sanationisme, nationalisme                           | Leszek Moczulski       | 7,5 % des voix 46 députés  |
|                 | Accord du centre (PC) Porozumienie Centrum                                             | Centre Anticommunisme, démocratie chrétienne, conservatisme social                | Jarosław Kaczyński     | 8,7 % des voix 44 députés  |
|                 | Congrès libéral-démocrate (KLD) Kongres Liberalno-Demokratyczny                        | Centre droit Libéral-conservatisme, libéralisme économique, démocratie chrétienne | Donald Tusk            | 7,5 % des voix 37 députés  |
|                 | Alliance populaire (PL) Porozumienie Ludowe                                            | Centre droit Agrarisme, conservatisme, démocratie chrétienne                      | Gabriel Janowski       | 5,5 % des voix 28 députés  |
|                 | Solidarność                                                                            | Centre Conservatisme social, démocratie chrétienne, État-providence               | Marian Krzaklewski     | 5,1 % des voix 27 députés  |
|                 | Parti polonais des amis de la bière (PPPP) Polska Partia Przyjaciół Piwa               | Parti satirique                                                                   | Janusz Rewiński        | 3,3 % des voix 16 députés  |
|                 | Union de la politique réelle (UPR) Unia Polityki Realnej                               | Droite Libertarianisme, conservatisme, libéralisme économique, Laissez-faire      | Janusz Korwin-Mikke    | 2,3 % des voix 3 députés   |
|                 | Parti X (X) Partia X                                                                   | Gauche Autoritarisme, libertin, nationalisme, populisme                           | Stanisław Tymiński     | 0,5 % des voix 3 députés   |
|                 | Union du travail (UP) Unia Pracy                                                       | Gauche Social-démocratie, socialisme, anticléricalisme                            | Ryszard Bugaj          | -                          |
|                 | Bloc non partisane pour soutien aux réformes (BBWR) Bezpartyjny Blok Wspierania Reform | Centre Parti attrape-tout, populisme, présidentielisme                            | Andrzej Olechowski     | -                          |
|                 | Autodéfense de la république de Pologne (SRP) Samoobrona Rzeczpospolitej Polskiej      | Gauche Étatisme, agrarisme, populisme de gauche, nationalisme de gauche           | Andrzej Lepper         | -                          |
|                 | Coalition pour la République (KdR) Koalicja dla Rzeczpospolitej                        | Droite Anticommunisme, national-conservatisme, nationalisme                       | Jan Olszewski          | -                          |

## Résultats

### Diète
|                        |                                                                |            |       |      |        |               |  |  |  |  |  |  |  |  |
| Parti                  | Parti                                                          | Voix       | %     | +/-  | Sièges | +/-           |  |  |  |  |  |  |  |  |
|                        | Alliance de la gauche démocratique (SLD)                       | 2 815 169  | 20,41 | 8,42 | 171    | 111           |  |  |  |  |  |  |  |  |
|                        | Parti paysan polonais (PSL)                                    | 2 124 367  | 15,40 | 6,73 | 132    | 84            |  |  |  |  |  |  |  |  |
|                        | Union démocratique (UD)                                        | 1 460 957  | 10,59 | 1,73 | 74     | 12            |  |  |  |  |  |  |  |  |
|                        | Union du travail (UP)                                          | 1 005 004  | 7,28  | 4,76 | 41     | 36            |  |  |  |  |  |  |  |  |
|                        | Comité électoral catholique "Patrie" (KKWO)                    | 878 445    | 6,37  | 3,49 | 0      | 53            |  |  |  |  |  |  |  |  |
|                        | Confédération pour une Pologne indépendante (KPN)              | 795 487    | 5,77  | 1,73 | 22     | 24            |  |  |  |  |  |  |  |  |
|                        | Bloc nonpartisan en appui aux réformes (BBWR)                  | 746 653    | 5,41  | Nv.  | 16     | 16            |  |  |  |  |  |  |  |  |
|                        | Comité citoyen Solidarité (KOS)                                | 676 334    | 4,90  | 0,15 | 0      | 27            |  |  |  |  |  |  |  |  |
|                        | Accord du centre (PC)                                          | 609 973    | 4,42  | 4,29 | 0      | 44            |  |  |  |  |  |  |  |  |
|                        | Congrès libéral-démocrate (KLD)                                | 550 578    | 3,99  | 3,50 | 0      | 37            |  |  |  |  |  |  |  |  |
|                        | Union de la politique réelle (UPR)                             | 438 559    | 3,18  | 0,92 | 0      | 3             |  |  |  |  |  |  |  |  |
|                        | Autodéfense de la république de Pologne (SRP)                  | 383 967    | 2,78  | Nv.  | 0      | en stagnation |  |  |  |  |  |  |  |  |
|                        | Parti X (X)                                                    | 377 480    | 2,74  | 2,27 | 0      | 3             |  |  |  |  |  |  |  |  |
|                        | Mouvement pour la République (RdR)                             | 371 923    | 2,70  | Nv.  | 0      | en stagnation |  |  |  |  |  |  |  |  |
|                        | Accord paysan (PL)                                             | 327 085    | 2,37  | 3,10 | 0      | 28            |  |  |  |  |  |  |  |  |
|                        | Minorité allemande (MN)                                        | 96 678     | 0,70  | 0,48 | 4      | 3             |  |  |  |  |  |  |  |  |
|                        | Mouvement pour l’autonomie silésienne (RAŚ)                    | 26 357     | 0,19  | 0,17 | 0      | 2             |  |  |  |  |  |  |  |  |
|                        | Fédération des associations scientifiques et techniques (FSNT) | 22 717     | 0,16  | Nv.  | 0      | en stagnation |  |  |  |  |  |  |  |  |
|                        | Patrie-Liste polonaise (OLP)                                   | 15 958     | 0,12  | Nv.  | 0      | en stagnation |  |  |  |  |  |  |  |  |
|                        | Communauté nationale polonaise (PWN)                           | 14 989     | 0,11  | Nv.  | 0      | en stagnation |  |  |  |  |  |  |  |  |
|                        | Parti polonais des amis de la bière (PPPP)                     | 14 382     | 0,10  | 3,17 | 0      | 16            |  |  |  |  |  |  |  |  |
|                        | Réconciliation et avenir de la communauté allemande (PPNW)     | 13 776     | 0,10  | Nv.  | 0      | en stagnation |  |  |  |  |  |  |  |  |
|                        | Autres                                                         | 41 901     | 0,30  | –    | 0      | –             |  |  |  |  |  |  |  |  |
|                        |                                                                |            |       |      |        |               |  |  |  |  |  |  |  |  |
| Suffrages exprimés     | Suffrages exprimés                                             | 13 796 227 | 95,70 |      |        |               |  |  |  |  |  |  |  |  |
| Votes blancs et nuls   | Votes blancs et nuls                                           | 619 359    | 4,30  |      |        |               |  |  |  |  |  |  |  |  |
| Total                  | Total                                                          | 14 415 586 | 100   | –    | 460    | en stagnation |  |  |  |  |  |  |  |  |
| Abstention             | Abstention                                                     | 13 261 716 | 47,92 |      |        |               |  |  |  |  |  |  |  |  |
| Inscrits/Participation | Inscrits/Participation                                         | 27 677 302 | 52,08 |      |        |               |  |  |  |  |  |  |  |  |

### Sénat
|                        |                                                   |            |       |      |        |               |  |  |  |  |  |  |  |  |
| Parti                  | Parti                                             | Voix       | %     | +/-  | Sièges | +/-           |  |  |  |  |  |  |  |  |
|                        | Alliance de la gauche démocratique (SLD)          | 4 993 061  | 18,31 | 7,70 | 37     | 33            |  |  |  |  |  |  |  |  |
|                        | Parti paysan polonais (PSL)                       | 3 238 999  | 11,88 | 4,50 | 36     | 29            |  |  |  |  |  |  |  |  |
|                        | Union démocratique (UD)                           | 2 913 773  | 10,69 | 5,73 | 4      | 17            |  |  |  |  |  |  |  |  |
|                        | Comité citoyen Solidarité (KOS)                   | 2 683 085  | 9,84  | 0,16 | 10     | 1             |  |  |  |  |  |  |  |  |
|                        | Bloc nonpartisan en appui aux réformes (BBWR)     | 2 193 970  | 8,05  | Nv.  | 2      | 2             |  |  |  |  |  |  |  |  |
|                        | Confédération pour une Pologne indépendante (KPN) | 1 646 654  | 6,04  | 1,37 | 0      | 4             |  |  |  |  |  |  |  |  |
|                        | Union du travail (UP)                             | 1 121 744  | 4,11  | Nv.  | 0      | en stagnation |  |  |  |  |  |  |  |  |
|                        | Congrès libéral-démocrate (KLD)                   | 1 088 769  | 3,99  | 2,54 | 1      | 5             |  |  |  |  |  |  |  |  |
|                        | Autodéfense de la république de Pologne (SRP)     | 650 727    | 2,39  | Nv.  | 0      | en stagnation |  |  |  |  |  |  |  |  |
|                        | Union polonaise (ZP)                              | 607 624    | 2,23  | Nv.  | 0      | en stagnation |  |  |  |  |  |  |  |  |
|                        | Union chrétienne-nationale (ZChN)                 | 486 387    | 1,78  | Nv.  | 0      | en stagnation |  |  |  |  |  |  |  |  |
|                        | Union de la politique réelle (UPR)                | 434 657    | 1,59  | 0,03 | 0      | en stagnation |  |  |  |  |  |  |  |  |
|                        | Accord paysan (PL)                                | 46 492     | 0,17  | 2,97 | 0      | 5             |  |  |  |  |  |  |  |  |
|                        | Indépendants                                      | 5 158 010  | 18,92 | 2,74 | 10     | 11            |  |  |  |  |  |  |  |  |
| Total des voix         | Total des voix                                    | 27 263 952 | 100   |      |        |               |  |  |  |  |  |  |  |  |
|                        |                                                   |            |       |      |        |               |  |  |  |  |  |  |  |  |
| Suffrages exprimés     | Suffrages exprimés                                | 13 985 535 | 97,07 |      |        |               |  |  |  |  |  |  |  |  |
| Votes blancs et nuls   | Votes blancs et nuls                              | 422 832    | 2,93  |      |        |               |  |  |  |  |  |  |  |  |
| Total                  | Total                                             | 14 408 367 | 100   | –    | 100    | en stagnation |  |  |  |  |  |  |  |  |
| Abstention             | Abstention                                        | 13 247 128 | 47,90 |      |        |               |  |  |  |  |  |  |  |  |
| Inscrits/Participation | Inscrits/Participation                            | 27 655 495 | 52,10 |      |        |               |  |  |  |  |  |  |  |  |